# Malek Jaziri
Malek Jaziri (مالك الجزيري, Mālik al-Jazīrī; Bizerta, 20 de gener de 1984) és un tennista professional tunisià. Es va fer conegut a nivell mundial quan va decidir retirar-se d'un torneig per no enfrontar-se amb un jugador israelià.

## Finals ATP: 1 (0-1)

### Individual: 1 (0-1)
| Llegenda                          |
| --------------------------------- |
| Grand Slams (0−0)                 |
| ATP Finals (0−0)                  |
| ATP World Tour Masters 1000 (0−0) |
| ATP World Tour 500 (0−0)          |
| ATP World Tour 250 (0-1)          |

| Títols per superfície |
| --------------------- |
| Dura (0−0)            |
| Gespa (0−0)           |
| Terra batuda (0−1)    |

| Resultat  | Núm. | Data              | Torneig           | Superfície   | Oponent     | Marcador      |
| --------- | ---- | ----------------- | ----------------- | ------------ | ----------- | ------------- |
| Finalista | 1.   | 6 de maig de 2018 | Istanbul, Turquia | Terra batuda | Taro Daniel | 6–7(4–7), 4–6 |